# Serie B 2007-2008 (calcio femminile)
L'edizione 2007-2008 è stata la trentanovesima edizione del campionato italiano di Serie B femminile di calcio.
Vi hanno partecipato 60 squadre divise in cinque gironi. Il regolamento prevede che la vincitrice di ogni girone venga promossa in Serie A2, mentre le ultime tre classificate vengono relegate ai rispettivi campionati regionali di Serie C.

## Girone A

### Squadre partecipanti
| Club                                    | Città           | Stagione 2006-2007      |
| --------------------------------------- | --------------- | ----------------------- |
| A.C.F. Alessandria                      | Alessandria     | 10º posto in Serie A2/A |
| A.C.F. Aosta Le Violette                | Aosta           | 6º posto in Serie B/A   |
| ASI Monza                               | Monza           | in Serie C Lombardia    |
| C.F. Bogliasco Pieve                    | Bogliasco       | 9º posto in Serie B/A   |
| C.S.D. Franciacorta                     | Erbusco         | 4º posto in Serie B/A   |
| Pol. Galileo Giovolley A.S.D.           | Reggio Emilia   | 4º posto in Serie B/C   |
| A.S.D.F. Juventus Torino Calcio Ragazze | Torino          | 6º posto in Serie B/A   |
| A.C. Montale 2000 A.S.D.                | Montale Rangone | 5º posto in Serie B/C   |
| A.S.D. Multedo 1930                     | Genova Multedo  | 3º posto in Serie B/A   |
| F.C.D. Real Canavese Chivasso Femm.     | Torino          | in Serie C Piemonte     |
| A.S.D. Villacidro Villgomme             | Villacidro      | 12º posto in Serie A2/B |
| S.P. Virtus Fossano A.S.D.              | Fossano         | 5º posto in Serie B/A   |

### Classifica finale
|  | Pos. | Squadra                | Pt | G  | V  | N | P  | GF | GS | DR  |
|  | ---- | ---------------------- | -- | -- | -- | - | -- | -- | -- | --- |
|  | 1.   | Montale 2000           | 44 | 22 | 12 | 8 | 2  | 55 | 29 | +26 |
|  | 2.   | Alessandria            | 43 | 22 | 13 | 4 | 5  | 36 | 24 | +12 |
|  | 3.   | Real Canavese Chivasso | 42 | 22 | 13 | 3 | 6  | 49 | 37 | +12 |
|  | 4.   | Virtus Fossano         | 40 | 22 | 11 | 7 | 4  | 37 | 24 | +13 |
|  | 5.   | Multedo 1930           | 35 | 22 | 9  | 8 | 5  | 34 | 24 | +10 |
|  | 6.   | Juventus Torino        | 29 | 22 | 7  | 8 | 7  | 38 | 33 | +5  |
|  | 7.   | Franciacorta           | 26 | 22 | 7  | 5 | 10 | 31 | 35 | -4  |
|  | 8.   | Bogliasco Pieve        | 25 | 22 | 6  | 7 | 9  | 28 | 35 | -7  |
|  | 9.   | Galileo Giovolley      | 24 | 22 | 5  | 9 | 8  | 41 | 42 | -1  |
|  | 10.  | Aosta Le Violette      | 21 | 22 | 4  | 9 | 9  | 23 | 30 | -7  |
|  | 11.  | A.S.I. Monza           | 20 | 22 | 6  | 2 | 14 | 19 | 48 | -29 |
|  | 12.  | Villacidro Villgomme   | 10 | 22 | 2  | 4 | 16 | 28 | 58 | -30 |

Legenda:
      Promossa in Serie A2
      Retrocessa in Serie C
Note:
Tre punti a vittoria, uno a pareggio, zero a sconfitta.

## Girone B

### Squadre partecipanti
| Club                            | Città                    | Stagione 2006-2007               |
| ------------------------------- | ------------------------ | -------------------------------- |
| A.C.F. Azzurra 2001             | Guspini                  | in Serie C Sardegna              |
| S.S.V. Brixen OBI               | Bressanone               | 11º posto in Serie B/B           |
| U.S. Carianese Calcio           | San Pietro in Cariano    | in Serie C Veneto                |
| A.C.F. Clarentia Trento         | Trento                   | in Serie C Trentino/Alto Adige   |
| A.S.D. Exto Schio 06            | Schio                    | 9º posto in Serie B/B            |
| A.S.D. Fortitudo Mozzecane C.F. | Villafranca di Verona    | 8º posto in Serie B/C            |
| A.S.D. Laghi                    | Tezze sul Brenta         | 8º posto in Serie B/B            |
| A.C.F.D. San Martino            | San Martino Buon Albergo | 6º posto in Serie B/B            |
| A.S.V. Qualyline Vintl Damen    | Vintl/Vandoies           | 2º posto in Serie B/B            |
| A.S.D. Trasaghis                | Trasaghis                | in Serie C Friuli-Venezia Giulia |
| A.C.D. Valbruna Vicenza         | Vicenza                  | 3º posto in Serie B/B            |
| Vicenza C.F.                    | Vicenza                  | 7º posto in Serie B/B            |

### Classifica finale
|  | Pos. | Squadra             | Pt | G  | V  | N | P  | GF | GS | DR  |
|  | ---- | ------------------- | -- | -- | -- | - | -- | -- | -- | --- |
|  | 1.   | Fortitudo Mozzecane | 52 | 22 | 16 | 4 | 2  | 52 | 18 | +34 |
|  | 2.   | Vicenza             | 43 | 22 | 12 | 7 | 3  | 47 | 18 | +29 |
|  | 3.   | Trasaghis           | 40 | 22 | 11 | 7 | 4  | 45 | 21 | +24 |
|  | 4.   | Brixen OBI          | 37 | 22 | 10 | 7 | 5  | 37 | 23 | +14 |
|  | 5.   | Valbruna Vicenza    | 35 | 22 | 10 | 5 | 7  | 42 | 32 | +10 |
|  | 6.   | Exto Schio 06       | 33 | 22 | 9  | 6 | 7  | 29 | 19 | +10 |
|  | 7.   | Qualyline Vintl     | 29 | 22 | 8  | 5 | 9  | 44 | 31 | +13 |
|  | 7.   | Carianese           | 29 | 22 | 8  | 5 | 9  | 27 | 36 | -9  |
|  | 9.   | Laghi               | 28 | 22 | 9  | 1 | 12 | 38 | 43 | -5  |
|  | 10.  | San Martino         | 18 | 22 | 4  | 6 | 12 | 25 | 41 | -16 |
|  | 11.  | Clarentia           | 18 | 22 | 4  | 6 | 12 | 32 | 53 | -21 |
|  | 12.  | Azzurra 2001 (-1)   | 3  | 22 | 1  | 1 | 20 | 14 | 97 | -83 |

Legenda:
      Promossa in Serie A2
      Retrocessa in Serie C
Note:
Tre punti a vittoria, uno a pareggio, zero a sconfitta.
L'Azzurra 2001 ha scontato un punto di penalizzazione .

## Girone C

### Squadre partecipanti
| Club                             | Città                  | Stagione 2006-2007        |
| -------------------------------- | ---------------------- | ------------------------- |
| A.S.D. Ariete C.F.               | Cepagatti              | 5º posto in Serie B/D     |
| A.S.D. Atletico Ortona 2004      | Ortona                 | in Serie C Abruzzo        |
| G.S. Barcon                      | Barcon di Vedelago     | in Serie C Veneto         |
| A.S.D. Castelvecchio             | Savignano sul Rubicone | 7º posto in Serie B/C     |
| A.S.D. Gordige Calcio Ragazze    | Cavarzere              | 8º posto in Serie B/C     |
| Pol. Junior Coriano A.D.         | Coriano                | in Serie C Emilia-Romagna |
| A.C. Femminile Mestre 1999       | Mestre                 | 4º posto in Serie B/B     |
| A.S.D. Multimarche Montecassiano | Montecassiano          | 9º posto in Serie B/D     |
| Picenum C.F.                     | Castel di Lama         | 3º posto in Serie B/D     |
| A.C.F. Porto Sant'Elpidio        | Porto Sant'Elpidio     | 6º posto in Serie B/D     |
| U.S. Vigor Senigallia C.F.       | Senigallia             | 11º posto in Serie A      |
| A.C.D.F. Virtus Romagna          | Rimini                 | 5º posto in Serie B/C     |

### Classifica finale
|  | Pos. | Squadra                   | Pt | G  | V  | N  | P  | GF | GS  | DR  |
|  | ---- | ------------------------- | -- | -- | -- | -- | -- | -- | --- | --- |
|  | 1.   | Gordige                   | 43 | 22 | 13 | 4  | 5  | 50 | 23  | +27 |
|  | 2.   | Castelvecchio             | 42 | 22 | 12 | 6  | 4  | 50 | 35  | +15 |
|  | 3.   | Picenum                   | 41 | 22 | 12 | 5  | 5  | 49 | 25  | +24 |
|  | 3.   | Mestre 1999               | 41 | 22 | 12 | 5  | 5  | 39 | 16  | +23 |
|  | 5.   | Barcon                    | 40 | 22 | 11 | 7  | 4  | 55 | 35  | +20 |
|  | 6.   | Multimarche Montecassiano | 38 | 22 | 11 | 5  | 6  | 48 | 27  | +21 |
|  | 7.   | Virtus Romagna            | 30 | 22 | 6  | 12 | 4  | 30 | 21  | +9  |
|  | 8.   | Porto Sant'Elpidio        | 24 | 22 | 7  | 3  | 12 | 34 | 42  | -8  |
|  | 9.   | Ariete                    | 23 | 22 | 6  | 5  | 11 | 39 | 45  | -6  |
|  | 10.  | Atletico Ortona 2004      | 23 | 22 | 6  | 5  | 11 | 24 | 41  | -17 |
|  | 11.  | Junior Coriano            | 20 | 22 | 5  | 5  | 12 | 29 | 38  | -9  |
|  | 12.  | Vigor Senigallia (-1)     | -1 | 22 | 0  | 0  | 22 | 6  | 105 | -99 |

Legenda:
      Promossa in Serie A2
      Retrocessa in Serie C
Note:
Tre punti a vittoria, uno a pareggio, zero a sconfitta.
La Vigor Senigallia ha scontato un punto di penalizzazione.

### Spareggio salvezza
Avendo concluso a pari punti, l'Ariete e l'Atletico Ortona 2004 hanno disputato uno spareggio salvezza, vinto dall'Ariete dopo i tiri di rigore.
|        | Risultati              |                      | Luogo e data                    |
| ------ | ---------------------- | -------------------- | ------------------------------- |
| Ariete | 1 - 1 (dts), (4-3 dtr) | Atletico Ortona 2004 | Miglianico (CH), 1º maggio 2008 |
|        |                        |                      |                                 |

## Girone D

### Squadre partecipanti
| Club                           | Città            | Stagione 2006-2007     |
| ------------------------------ | ---------------- | ---------------------- |
| A.S.D. C.F. Alghero            | Alghero          | 6º posto in Serie B/A  |
| S.S.D. Colonna                 | Colonna          | 6º posto in Serie B/E  |
| A.S.D. Free Sisters            | Sanfatucchio     | in Serie C             |
| Pol.D. Julia Spello            | Spello           | 11º posto in Serie B/C |
| A.S.D. C.F. L'Aquila           | L'Aquila         | 4º posto in Serie B/D  |
| A.C.F.D. Laurenthiana Isolotto | Sesto Fiorentino | in Serie C Toscana     |
| S.S. Lazio C.F.                | Roma             | 5º posto in Serie B/E  |
| A.C.F. Livorno                 | Livorno          | 3º posto in Serie B/C  |
| A.S.D. Res Roma                | Roma             | in Serie C Lazio       |
| U.S. Sarzanese C.F.            | Sarzana          | 11º posto in Serie B/A |
| U.C.F. Sezze                   | Sezze            | 2º posto in Serie B/E  |
| A.S.D. Siena C.F.              | Siena            | 10º posto in Serie B/C |

### Classifica finale
|  | Pos. | Squadra               | Pt | G  | V  | N | P  | GF | GS | DR  |
|  | ---- | --------------------- | -- | -- | -- | - | -- | -- | -- | --- |
|  | 1.   | Lazio CF              | 64 | 22 | 21 | 1 | 0  | 72 | 10 | +62 |
|  | 2.   | Sezze                 | 60 | 22 | 20 | 0 | 2  | 89 | 16 | +73 |
|  | 3.   | Livorno               | 45 | 22 | 14 | 3 | 5  | 59 | 25 | +34 |
|  | 4.   | Res Roma              | 36 | 22 | 11 | 3 | 8  | 50 | 33 | +17 |
|  | 5.   | Sarzanese             | 35 | 22 | 11 | 2 | 9  | 51 | 41 | +10 |
|  | 6.   | Colonna               | 31 | 22 | 9  | 4 | 9  | 27 | 36 | -9  |
|  | 7.   | Julia Spello          | 29 | 22 | 8  | 5 | 9  | 33 | 41 | -8  |
|  | 8.   | Siena                 | 25 | 22 | 7  | 4 | 11 | 34 | 52 | -18 |
|  | 9.   | Laurenthiana Isolotto | 21 | 22 | 6  | 3 | 13 | 31 | 53 | -22 |
|  | 10.  | Free Sisters          | 19 | 22 | 5  | 4 | 13 | 21 | 50 | -29 |
|  | 11.  | Alghero               | 9  | 22 | 2  | 3 | 17 | 19 | 88 | -69 |
|  | 12.  | L'Aquila              | 4  | 22 | 0  | 4 | 18 | 12 | 53 | -41 |

Legenda:
      Promossa in Serie A2
      Retrocessa in Serie C
Note:
Tre punti a vittoria, uno a pareggio, zero a sconfitta.

## Girone E

### Squadre partecipanti
| Club                            | Città            | Stagione 2006-2007     |
| ------------------------------- | ---------------- | ---------------------- |
| A.S.D. C.F. Acese               | Aci Sant'Antonio | in Serie C Sicilia     |
| A.S. U.D.V. Argentanese         | Fagnano Castello | in Serie C Calabria    |
| A.S. Atletic Montaquila         | Montaquila       | in Serie C             |
| A.S. Calciosmania               | Napoli           | 3º posto in Serie B/E  |
| A.C.D. Femminile Campobasso     | Campobasso       | 7º posto in Serie B/D  |
| A.S.D. Cavaliere Matera         | Matera           | in Serie C             |
| S.S.D. Centro Ester             | Napoli           | in Serie C Campania    |
| C.F. C.U.S. Cosenza             | Cosenza          | 8º posto in Serie B/E  |
| A.S.D. Domina Neapolis Acerrana | Acerra           | in Serie C Campania    |
| A.S.D. Pink Sport Time          | Bitetto          | in Serie C Puglia      |
| A.S.D. Real Marsico             | Marsico Nuovo    | 10º posto in Serie B/D |
| A.C. Salernitana Femminile      | Salerno          | 4º posto in Serie B/E  |

### Classifica finale
|  | Pos. | Squadra                  | Pt | G  | V  | N | P  | GF | GS | DR  |
|  | ---- | ------------------------ | -- | -- | -- | - | -- | -- | -- | --- |
|  | 1.   | Calciosmania             | 54 | 22 | 17 | 3 | 2  | 72 | 20 | +52 |
|  | 2.   | Atletic Montaquila       | 44 | 22 | 13 | 5 | 4  | 56 | 24 | +32 |
|  | 3.   | Salernitana              | 41 | 22 | 12 | 6 | 4  | 38 | 19 | +19 |
|  | 4.   | Campobasso               | 40 | 22 | 11 | 7 | 4  | 38 | 28 | +10 |
|  | 5.   | Acese                    | 38 | 22 | 12 | 2 | 8  | 51 | 28 | +23 |
|  | 6.   | Domina Neapolis Acerrana | 35 | 22 | 10 | 5 | 7  | 42 | 28 | +14 |
|  | 7.   | Argentanese              | 30 | 22 | 8  | 6 | 8  | 47 | 44 | +3  |
|  | 8.   | Centro Ester             | 24 | 22 | 7  | 3 | 12 | 27 | 46 | -19 |
|  | 9.   | CUS Cosenza              | 22 | 22 | 6  | 4 | 12 | 36 | 64 | -28 |
|  | 10.  | Pink Sport Time          | 18 | 22 | 4  | 6 | 12 | 25 | 46 | -21 |
|  | 11.  | Real Marsico             | 16 | 22 | 4  | 4 | 14 | 30 | 48 | -18 |
|  | 12.  | Cavaliere Matera (-1)    | 6  | 22 | 2  | 1 | 19 | 20 | 87 | -67 |

Legenda:
      Promossa in Serie A2
      Retrocessa in Serie C
Note:
Tre punti a vittoria, uno a pareggio, zero a sconfitta.
Il Cavaliere Matera ha scontato un punto di penalizzazione.

## Verdetti finali
- Montale 2000, Fortitudo Mozzecane, Gordige, Lazio e Calciosmania Napoli promosse in Serie A2.
- Aosta Le Violette, ASI Monza, Villacidro Villgomme, San Martino, Clarentia Trento, Azzurra 2001, Atletico Ortona 2004, Junior Coriano, Vigor Senigallia, Free Sisters, Alghero, L'Aquila, Pink Sport Time, Real Marsico e Cavaliere Matera retrocesse nei rispettivi campionati regionali di Serie C.